# Gries am Brenner
Gries am Brenner è un comune austriaco di 1 329 abitanti nel distretto di Innsbruck-Land, in Tirolo.

## Geografia fisica

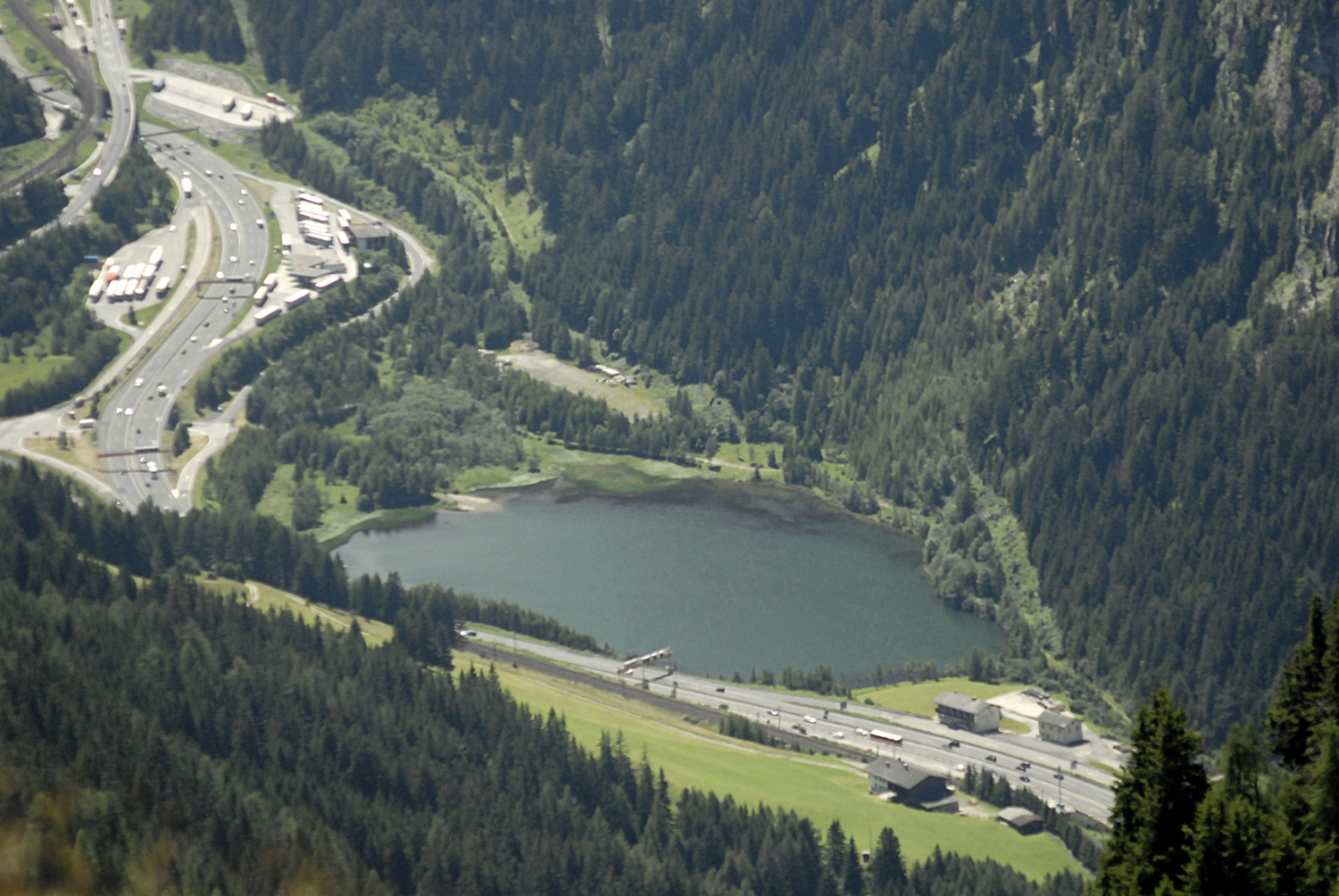
Il lago del Brennero

Gries am Brenner è un paese alpino sito pochi chilometri oltre il confine con l'Italia al Brennero (Trentino-Alto Adige). È situato nella Wipptal, all'imbocco della valle Obernbergtal, posta sul versante occidentale. Qui il fondovalle si allarga sufficientemente per accogliere l'abitato, il fiume Sill e la strada Brennerstraße. Nel territorio comunale è presente il lago del Brennero (in tedesco Brennersee).

## Storia
Già in epoca romana Gries am Brenner era un'importante stazione di passaggio verso sud, ma l'insediamento definitivo risale al tardo Medioevo; quelli più antichi risalgono al periodo pre-romano e sono a Nösslach e Vinader. La strada era percorsa da commercianti, viaggiatori e pellegrini, per cui lungo il tragitto furono costruiti vari insediamenti. Fra le varie personalità che, in varie epoche, qui hanno transitato, ci furono Carlo Magno, Albrecht Drauser, Johann Wolfgang von Goethe e Wolfgang Amadeus Mozart.

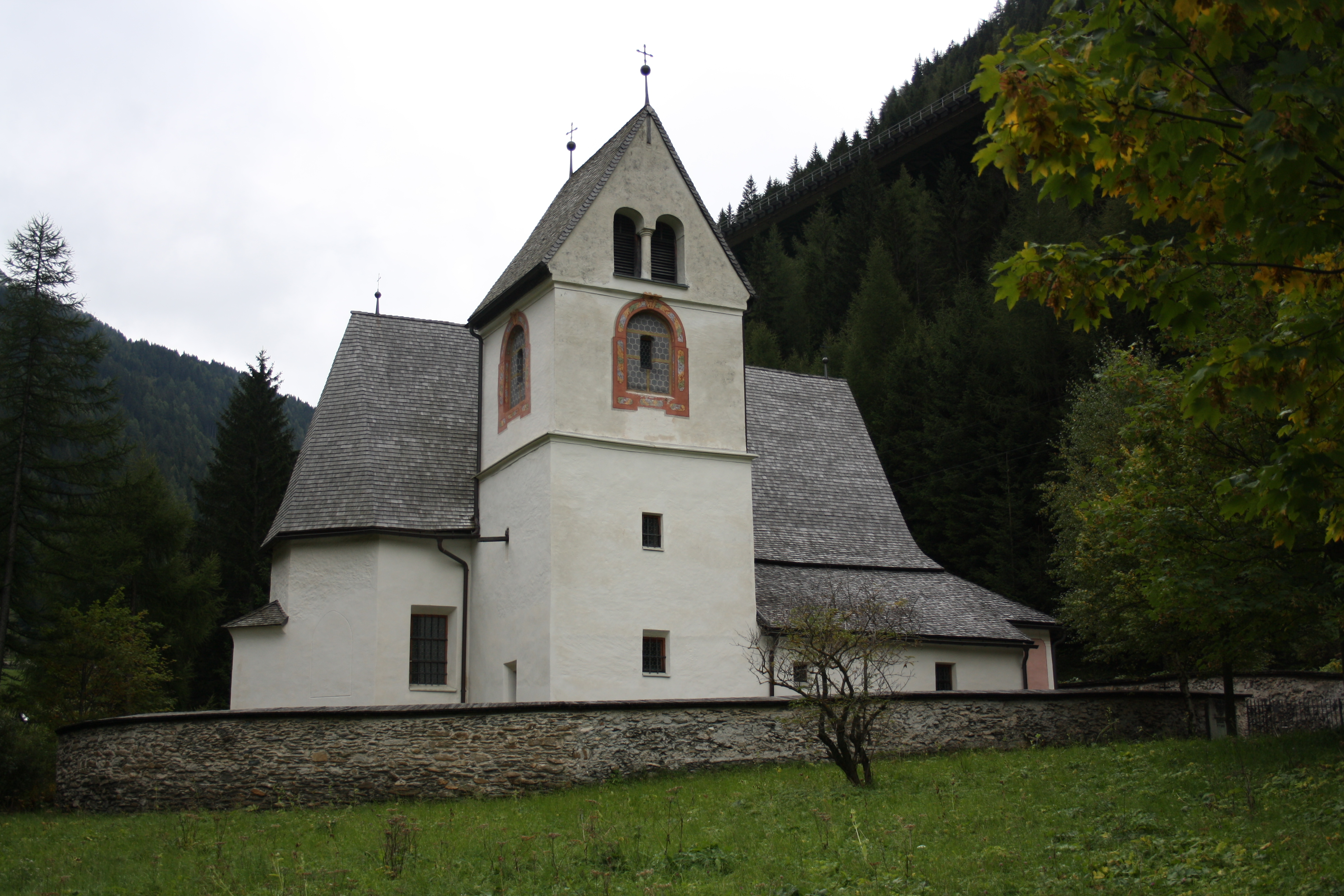
La chiesa dei Santi Cristoforo e Sigismondo a Lueg

A protezione della strada, sul territorio di Gries, fu costruita una fortezza, ma nel 1241 nacque un conflitto tra Alberto III di Tirolo e la diocesi di Bressanone, che ne impose la demolizione. Mainardo II di Tirolo-Gorizia fece costruire nel 1287, in località Leug poco più a sud di Gries, una fortezza come stazione doganale per la riscossione dei dazi; successivamente Federico IV d'Asburgo fece costruire nei pressi una piccola chiesa che ebbe, tra il 1461 e il 1811, un proprio vicariato. L'imperatore Massimiliano I d'Asburgo fu un assiduo frequentatore di Gries poiché il territorio era ricco di selvaggina; durante le sue battute di caccia soggiornava alla locanda “Weißes Rößl“. Gries beneficiò, fino al 1560, della ricchezza creata dalle miniere nella vicina Obernbergtal, avendo sul proprio territorio magazzini e laboratori per la lavorazione dell'argento.
Nel 1809, durante l'insorgenza tirolese, il generale François Joseph Lefebvre, come ritorsione alla sconfitta subita dalle truppe sassoni nelle vicinanze di Mules, distrusse la stazione doganale di Lueg che fu definitivamente chiusa nel 1815. Dopo la Seconda guerra mondiale, per alcuni anni, fu sfruttata la miniera di carbone al Giogo di Nösslach. Successivamente al completamento dell'autostrada e alla conseguente deviazione del traffico, il paese si è trasformato in una località tranquilla, con un piccolo numero di turisti.
Il 15 settembre 1991 si svolse a Gries una manifestazione politica irredentista, soprannominata "Vento baltico", definita dai promotori «una grande manifestazione al Brennero, quale primo obiettivo per conseguire il più velocemente possibile la riunificazione del Tirolo e impedire la concessione della quietanza liberatoria». Tale manifestazione fu ideata da Karl Wolfgang Scheiber, Christian Waldner, segretario della "Junge Generation" dell'SVP, Ferdinand Willeit e Franz Pahl, autore del libro Tiroler Einheit, jetzt! dove indica cinque punti per la secessione dell'Alto Adige e la sua unificazione al Tirolo austriaco.

### Stemma
Lo stemma di Gries am Brenner è costituito da tre fortezze di colore nero su sfondo giallo. Le fortezze si riferiscono a quelle di Leug, Schlossögg e Morhäusl. Lo stemma è stato ufficializzato il 9 gennaio 1973.

## Monumenti e luoghi d'interesse

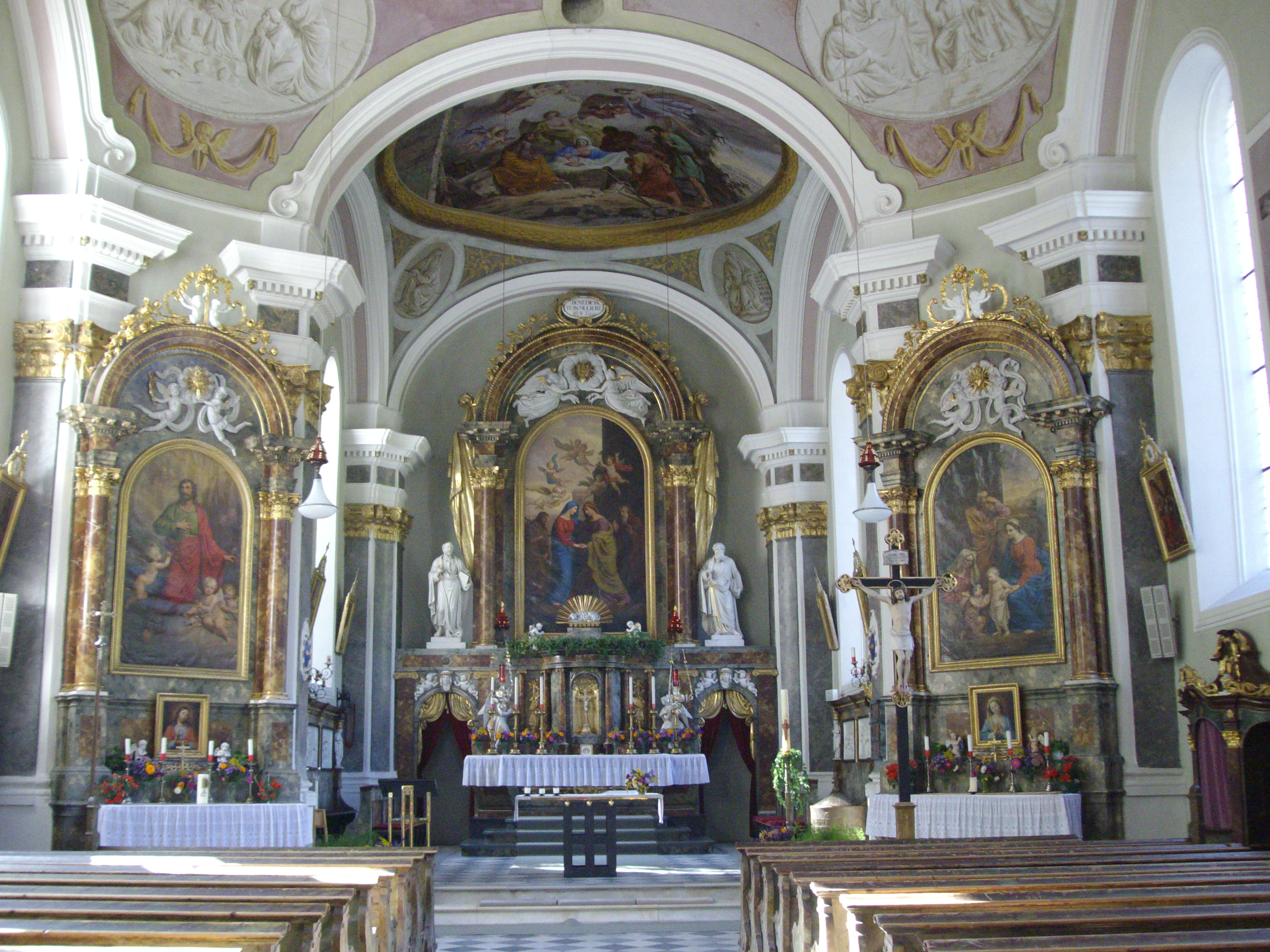
L'interno della chiesa della Visitazione della Beata Vergine Maria

- Chiesa della Visitazione della Beata Vergine Maria (Pfarrkirche Mariä Heimsuchung). La presenza di una chiesa a Gries fu documentata nel 1531 anche se veniva citata precedentemente. Nel 1634 fu costruita una chiesa, presso la locanda "Am Gries", che fu ampliata nel 1676: solo nel 1793 ebbe un proprio curato. Nel 1823 fu iniziata la costruzione di una nuova chiesa, completata nel 1828, nel tipico stile barocco, che in Tirolo, era stato diffuso da Franz de Paula Penz[1].
- Chiesa di San Leonardo (Pfarrkirche heilige Leonhard). Situata nella frazione di Vinaders, fu costruita presumibilmente prima del 1000, ma viene citata solo nel 1337. Fu sottoposta ad un ampliamento e ristrutturazione, in stile gotico, nel 1489. Vinaders fu elevata a vicariato nel 1550, a cui furono annesse le frazioni della valle del Sill da Stafflach a Brennersee, inclusa la Obernbergtal. La chiesa nel 1802 fu trasformata in stile barocco preservando il portale e il campanile gotici[1].
- Chiesa di San Giacomo (Ortskapelle heilige Jakob). Situata nella frazione di Nösslach, viene citata per la prima volta in una lettera del 1426. La chiesa nel 1494 fu sottoposta ad un restauro con la costruzione di un nuovo altare, tuttora in uso; nel 1661 fu sottoposta a radicali lavori di ristrutturazione[1].
- Chiesa dei Santi Cristoforo e Sigismondo (Kirche heligen Christoph und Sigmund). Federico IV d'Asburgo fece costruire, nella frazione di Lueg nei pressi della stazione doganale, una piccola chiesa in stile gotico, anche se il grosso e tozzo campanile ricorda quello romanico. Nel 1684 la chiesa fu sottoposta a lavori di restauro con l'aggiunta di un vestibolo e trasformando l'interno in stile barocco[1].

## Geografia antropica
Il territorio di Gries am Brenner confina con i comuni italiani di Brennero e Val di Vizze e quelli austriaci di Obernberg am Brenner, Steinach am Brenner, Trins e Vals.

### Suddivisioni amministrative
Il comune conta, oltre alla sede municipale, 16 frazioni: Au, Brenner (o Brennerpass), Brennersee, Egg, Gasse, Hölden, Lueg, Neder, Nösslach, Obergries, Planken, Plattl, Ritten, Untergries, Venn e Vinaders.

## Economia
Gries am Brenner è la base di partenza sia per il turismo invernale sia per quello estivo. È possibile raggiungere la Sattelbergalm, situata a 2115 m s.l.m. sulla sella del confine, divenuta nota ed attrezzata stazione sciistica e meta estiva d'escursioni. Gli alberghi, lungo la strada, si trovano qui già da alcuni secoli proprio per la natura di località di passaggio.

## Infrastrutture e trasporti
Gries am Brenner è attraversato dalla strada Landesstraße B182 Brennerstraße; la ferrovia del Brennero, situata sul versante orientale, e l'autostrada A13 Brenner Autobahn su quello occidentale, si trovano su un livello superiore.

## Sport
Gries am Brenner ha ospitato, assieme ad Altenmarkt-Zauchensee, i Campionati austriaci di sci alpino 1991.